# New Order (ban nhạc)
New Order là một ban nhạc rock người Anh thành lập vào năm 1980 bởi giọng ca kiêm cây guitar Bernard Sumner, cây bass Peter Hook và tay trống Stephen Morris. Các cựu thành viên của Joy Division đã quyết định thành lập nên một ban nhạc mới sau khi nhóm này tan rã, với nguyên do sâu xa là cái chết của giọng ca chính của Ian Curtis; ban lấy tên là New Order rồi kết nạp Gillian Gilbert ở vị trí đánh keyboard vào năm kế tiếp. Nhạc của New Order là sự kết hợp giữa các dòng post-punk, nhạc điện tử và nhạc dance, từ đó biến họ trở thành một trong những ban nhạc được tán dương và giàu ảnh hưởng nhất thập niên 1980. Nhóm là ban nhạc tiên phong của hãng đĩa độc lập Factory Records có trụ sở tại Manchester, cũng như hộp đêm The Haçienda mà hãng đĩa này sở hữu; ngoài ra ban còn là đối tác lâu năm với nhà thiết kế đồ họa Peter Saville.
Trong những năm đầu thành lập bị cái bóng quá lớn của Joy Division làm lu mờ, New Order đã đi trải nghiệm tại các hộp đêm của New York vào thập niên 1980, từ đó họ dần kết hợp các điệu dance và nhạc cụ điện tử vào những sáng tác của mình. Bài hit ra đời năm 1983, "Blue Monday" trở thành đĩa đơn 12 inch bán chạy nhất mọi thời đại và là ca khúc phổ thông bật tại các điểm chơi nhạc EDM. Vào thập niên 1980, họ đã cho phát hành những album thành công như Power, Corruption & Lies (1983), Technique (1989) và album biên tập đĩa đơn Substance (1987). Ban giải thể vào năm 1993 để mỗi cá nhân tự theo đuổi dự án của mình, rồi cả nhóm lại tái hợp vào năm 1998. Kể từ đó, New Order trải qua nhiều lần tạm ngừng hoạt động và thay đổi nhân sự, nổi cộm nhất là sự việc Hook rời nhóm vào năm 2007. Ban nhạc đã cho phát hành album thứ 10, Music Complete vào năm 2015.

## Thành viên
- Bernard Sumner – hát chính, guitar, keyboard, lập trình (1980–1993, 1998–2007, 2011–nay)
- Stephen Morris – trống, bộ gõ, keyboard, lập trình (1980–1993, 1998–2007, 2011–nay)
- Gillian Gilbert – keyboard, guitar, lập trình (1980–1993, 1998–2001, 2011–nay)
- Phil Cunningham – guitar, keyboard, bộ gõ điện tử (2001–2007, 2011–nay)
- Tom Chapman – bass, keyboards (2011–nay)

Thành viên cũ
- Peter Hook – bass, bộ gõ điện tử, hát, keyboard, lập trình (1980–1993, 1998–2007)

## Danh sách đĩa nhạc
- Movement (1981)
- Power, Corruption & Lies (1983)
- Low-Life (1985)
- Brotherhood (1986)
- Technique (1989)
- Republic (1993)
- Get Ready (2001)
- Waiting for the Sirens' Call (2005)
- Lost Sirens (2013)
- Music Complete (2015)